# Westenfeld (Bochum)
Westenfeld ist ein Stadtteil Bochums im Stadtbezirk Bochum-Wattenscheid.

## Geschichte
Die erste urkundliche Erwähnung von Westenfeld als Westanfelda findet sich um das Jahr 900 im Heberegister des Klosters Werden (Werdener Urbar A), welches viele Bauerschaften (villae) im Borahtron-Gau auflistete.
Im Westen von Westenfeld wurde von 1874 bis 1963 die Zeche Fröhliche Morgensonne betrieben. Heute befindet sich hier das gleichnamige Gewerbegebiet. Im Osten von Westenfeld entstand um 1924 ein Stahlwerk und ein Röhrenwalzwerk des Bochumer Vereins, das sogenannte Werk Höntrop, welches die Betriebsflächen des Konzerns erheblich erweiterte. Das Röhrenwalzwerk galt damals sogar als das größte der Welt. Das Werk war zum größten Teil auf Höntroper Gemeindegebiet, ein Teil lag aber auch in Westenfeld. Dieses Gebiet wurde 1926 nach Bochum umgegliedert. Es ist seitdem ein Teil der Gemarkung Hamme. Von der Firmenspitze des Bochumer Vereins und der Stadtspitze Bochums war es der Wunsch, dass alle Betriebe des Bochumer Vereins in Bochum sein sollten.
Die Gemeinde Westenfeld wurde durch Inkrafttreten des Gesetzes über die Neuregelung der kommunalen Grenzen im rheinisch-westfälischen Industriebezirke am 1. April 1926 nach Wattenscheid eingemeindet. Ein kleinerer Teil wurde nach Bochum umgegliedert. Mit der Eingemeindung Wattenscheids kam der Hauptteil der ursprünglichen Gemeinde Westenfeld am 1. Januar 1975 ebenfalls zu Bochum.

## Bevölkerung
Am 31. Dezember 2024 lebten 10.784 Einwohner in Westenfeld.
Strukturdaten der Bevölkerung in Westenfeld:
- Minderjährigenquote: 15,9 % [Bochumer Durchschnitt: 15,2 % (2024)]
- Altenquote (60 Jahre und älter): 31,8 % [Bochumer Durchschnitt: 29,3 % (2024)]
- Ausländeranteil: 19,7 % [Bochumer Durchschnitt: 17,0 % (2024)]
- Arbeitslosenquote: 11,7 % [Bochumer Durchschnitt: 8,9 % (2017)]

## Bildung
In Westenfeld gibt es drei Schulen. Neben den weiterführenden Schulen Hellweg-Gymnasium und Maria-Sibylla-Merian-Gesamtschule gibt es noch die GGS Westenfeld.

## Sport
In Westenfeld ist der Sportverein Sportfreunde Westenfeld beheimatet. Zudem befindet sich in Westenfeld ein Sportzentrum, das Sportzentrum Westenfeld (kurz: SZ Westenfeld). Auch die Sportanlage Auf dem Esch des Sportvereines FSV Sevinghausen liegt in Westenfeld.

## Verkehr
Der Stadtteil Westenfeld ist über die Anschlussstellen 30 und 31 der Bundesautobahn 40 erreichbar. Der Bahnhof Wattenscheid befindet sich ebenfalls auf Gebiet des Stadtteiles Westenfeld.